# María de la Esclavitud Sarmiento Quiñones
María de la Esclavitud Sarmiento y Quiñones (Toro, 22 de febrero de 1760-13 de noviembre de 1810), V marquesa de Castel-Moncayo, grande de España, III condesa de Villanueva de las Achas (señora del Valle de las Achas en Galicia), fue una aristócrata española, casada con Carlos José Isidro Gutiérrez de los Ríos y Rohan-Chabot, VI conde de Fernán Nuñez, V marqués de Alameda, XI conde de Barajas], hijo de José Gutiérrez de los Ríos, V conde de Fernán Núñez, y de su esposa María Armanda de Rohan Chabot. con el que tuvo tres hijos.
Autora de unas cartas familiares incautadas a su hijastro, el diplomático Camilo Gutiérrez de los Ríos, en las que, como testimonio autobiográfico, se ejemplifica el desasosiego de la élite madrileña: asustada por la violencia de las calles, invadida en sus propios hogares por los generales franceses, arruinada y obligada a escoger entre uno u otro bando.

## Biografía

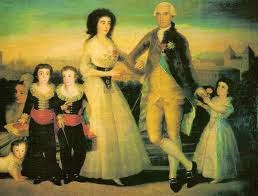
María de la Esclavitud junto a su esposo, el VI Conde de Fernán Nuñez y su familia, por Goya

María de la Esclavitud Joaquina Dominga Francisca Pascasia Sarmiento de Sotomayor y Quiñones y Silva fue V marquesa de Castel-Moncayo en 1778, III condesa de Villanueva de las Achas (señora del Valle de las Achas en Galicia) grande de España de segunda clase, XVIII señora de la Higuera de Vargas, señora de Espadero, de Lagartera, XVIII señora de las villas de Burguillos, de Valverde y las Atalayas, XV señora de San Fagundo, X señora de la Pulgosa y Cofrentes y dama honoraria de la Soberana Orden Militar y Hospitalaria de San Juan de Jerusalén, de Rodas y de Malta.
Nacida el 22 de febrero de 1760 en Toro, era hija de Diego María Sarmiento de Sotomayor y Saavedra y Fuenmayor, II conde de Villanueva de las Achas, y IV marqués de Castel-Moncayo, y de su esposa María Guadalupe Joaquina Antonia de Cáceres y Quiñones Sánchez de Silva y Vargas, XVII señora de la Higuera de Vargas, XVII señora de las villas de Burguillos, Valverde y las Atalayas, XIV señora de San Fagundo, IX señora de la Pulgosa y Cofrentes, señora de Espadero, nacida en 1739, de quien tuvo sucesión.

## Las cartas durante los sucesos de sucesos históricos de 1808 en España
En 1808, siendo ya viuda del VI conde de Fernán Nuñez, escribió una serie de cartas a su hijastro, Camilo Gutiérrez de los Ríos, narrando en primera persona, los hitos que acontecían en ese momento en España.
Su hijastro fue detenido en Francia por no aceptar a José I Bonaparte y las cartas escritas por su madrastra fueron incautadas y retenidas en Francia donde aparecieron años después en los Archivos Nacionales de París. Gracias a esto, las impresiones de María de la Esclavitud sirven como un nuevo testimonio sobre lo sucedido en Madrid entre febrero y julio de 1808.
A lo largo de las cuarenta y tres cartas hay noticias de los más importantes hechos de aquellas fechas: la llegada de los franceses a Madrid, el Motín de Aranjuez, la prisión de Godoy, la abdicación y posterior renuncia de Carlos IV, el desorden público, la entrada de Fernando VII en la capital, el Dos de mayo, el viaje de Fernando VII a Bayona o la llegada de José I, bajo un prisma inédito y poco común en la historiografía que nos ha llegado de la época: el de una dama de la alta nobleza que narra los acontecimientos de forma directa y coloquial a un familiar.

## Matrimonio y descendencia
Contrajo matrimonio por poderes en Ferrol el 23 de junio de 1777 y personalmente en Tavara el 23 de noviembre de 1778 con Carlos José Isidro Gutiérrez de los Ríos y Rohan-Chabot (Cartagena, 11 de julio de 1742-Madrid, 23 de febrero de 1795), VI conde de Fernán Núñez, grande de España de segunda clase, caballero de la Insigne Orden del Toisón de Oro , embajador en Lisboa, Londres y París, teniente general y miembro del consejo de Estado.
Fueron padres de: 
- Carlos José Francisco de Paula Gutiérrez de los Ríos y Sarmiento de Sotomayor (Lisboa, 1779-París, 1822), que por sus servicios consiguió elevar el condado de Fernán Núñez a ducado, siendo I duque de Fernán Núñez,[5]  VI marqués de Castel-Moncayo,[2], y otros títulos.  Se casó con María Vicenta Solis Vignancourt Lasso de la Vega, VI duquesa de Montellano,[5] IV duquesa del Arco, XII marquesa de Miranda de Anta y VII condesa de Saldueña.
- José Gutiérrez de los Ríos Sarmiento.[1]
- Francisco Gutiérrez de los Ríos Sarmiento.[1]
- Luis Gutiérrez de los Ríos Sarmiento[1]
- Escolástica Gutiérrez de los Ríos y Sarmiento de Sotomayor (Lisboa, 7 de enero de 1783-Jerez de la Frontera, 15 de diciembre de 1845). Se casó en primeras nupcias en Madrid el 13 de junio de 1799 con José Miguel de la Cueva y de la Cerda,[6]  XIV duque de Alburquerque, XI marqués de Cuéllar, V marqués de la Mina, y XVIII conde de Siruela.[1] Contrajo un segundo matrimonio en Cádiz con Francisco Luis Pérez de Grandallana y Fontecha[1]  (m. 1855), coronel de caballería. Sin descendencia de sus dos matrimonios.[1]
- Bruna Narcisa Gutiérrez de los Ríos y Sarmiento de Sotomayor (1789-1860), casada el 8 de junio de 1808 Luis Rafael Fernández de Córdoba Argote, V conde de Menado Alto y VII [Condado de Torres Cabrera|conde de Torres Cabrera]].[1]

Su marido tuvo además dos hijos naturales fuera de su matrimonio en una mujer boloñesa, que, más tarde, fueron reconocidos y aceptados por María de la Esclavitud, quien les otorgó bienes y rentas en Cáceres. También mostró interés en que la madre biológica de estos niños percibiera dinero y retratos de los niños. Estos fueron:
- Ángel Gutiérrez de los Ríos.
- Camilo Gutiérrez de los Ríos

El principal destinatario de sus 43 cartas durante el Motín de Aranjuez y el levantamiento del 2 de mayo de 1808 fue su hijastro Camilo Gutiérrez de los Ríos.